# M'apotlaki Ts'elho
M'apotlaki Ts'elho (sinh ngày 3 tháng 7 năm 1981) là một người chạy nước rút Lesotho. Cô đã tham gia cuộc thi tiếp sức 4 × 100 mét nữ tại Thế vận hội Mùa hè 1996.